# صالح بن غصون
صالح بن علي بن فهد بن غصون (1341-1419 هـ) عالم دين سعودي.

## مولده
نسبه يعود لأسرة الغصون التي تعود الى ال حميدان من وهبة من تميم, ولد في الرس عام 1341هـ، وتوفي والده وعمره اثني عشر عاماً وكف بصره وهو في السنة الثانية عشرة من عمره فتولت والدته (نورة الهزاع) تربيته حيث أدخلته أحد كتاتيب الرس.

## تعليمه
تعلم القراءة في الكتاب ودرس القرآن الكريم على الشيخ ناصر بن سالم الضويان - - أحد مدرسي الكتاتيب في الرس، في سن مبكرة.
ويقول زميله في الدراسة والقضاء، وابن بلده الشيخ عبد الله بن عبد العزيز الرشيد:
معرفتي بالشيخ قديمة بدأت منذ أن كنا ندرس في الكتاب في بلدنا الرس حوالي عام 1350هـو 1351هـ لدى المعلم في ذلك الوقت واسمه ناصر بن سالم بن ضويان - - ثم بدأنا بالدراسة على فضيلة شيخنا الشيخ محمد بن عبد العزيز الرشيد قاضي الرس في ذلك الوقت في الأصول الثلاثة وكتاب التوحيد وكشف الشبهات لشيخ الإسلام محمد بن عبد الوهاب.
ثم سمت به همته العليا فسافر للرياض عام 1358هـ لطلب العلم هناك حيث درس على الشيخ محمد بن إبراهيم آل الشيخ وعلى أخيه الشيخ عبد اللطيف بن إبراهيم آل الشيخ.

## مشايخه
1. الشيخ محمد بن إبراهيم بن عبد اللطيف آل الشيخ
2. الشيخ عبد اللطيف بن إبراهيم آل الشيخ
3. الشيخ محمد بن عبد العزيز الرشيد

وكانت له مكاتبات مع عدد من المشائخ منهم:
1. الشيخ عبد الرحمن بن ناصر السعدي
2. الشيخ محمد بن مانع مدير المعارف السعودية الأسبق
3. الشيخ عبد العزيز بن باز
4. الشيخ عبد الله بن حميد
5. الشيخ عبد الرحمن بن قاسم النجدي

## أعماله
تولى إمامة مسجد العيسى بالرياض قرب المقيبرة (غربي مقيبرة)، في عام 1368هـ رشحه شيخه محمد بن إبراهيم قاضياً في سدير لمدة أربع سنين.
في عام 1374هـ، نقل إلى قضاء شقراء ودرس في معهدها العلمي، ثم كلف بمهمة في الرياض للنظر في مشكلات بعض الأراضي فيها مع بعض المشائخ، وفي عام 1381هـ، نقل لرئاسة محاكم الأحساء حتى عام 1390هـ، وفيها نقل إلى هيئة التمييز بالرياض، في عام 1391هـ عين في هيئة كبار العلماء، في عام 1401هـ، نقل إلى مجلس القضاء الأعلى، في عام 1409هـ طلب الإحالة إلى التقاعد فأجيب إلى طلبه.
له مشاركات في برنامج نور على الدرب في إذاعة القرآن الكريم من عام 1391هـ، وكان يفتي السائلين من خلال هاتف منزله ويدرس في مسجده بحي الملز وله جلسة أسبوعية كل جمعة وكان خطيباً لمساجد البلدان التي تولى القضاء فيها.

## وفاته
مرض عام 1409هـ، بداء الكبد فسافر إلى أمريكا للعلاج أول مرة للفحوص ثم عاد لأمريكا عام 1413هـ وأجرى عملية زراعة الكبد ثم عاد للمملكة وبعدها بفترة عاوده المرض فعاد لأمريكا عام 1418هـ، وأجرى عملية استئصال أورام في البطن، وتحسنت صحته فترة وفي عام 1419هـ، عاوده المرض في الكبد وتعذر إجراء عملية أخرى وزادت آلامه فصبر واحتسب حتى وافته المنية في 17-12-1419هـ

### وصلات خارجية
- الموقع الرسمي لمدينة الرياض
- صالح بن علي الغصون
- أحدية ابن عقيل تحتفي بأبناء وأحفاد الشيخ صالح بن غصون صحيفة الرياض